# Hieracium eviridatum
Hieracium eviridatum là một loài thực vật có hoa trong họ Cúc. Loài này được (Johanss.) Johansson mô tả khoa học đầu tiên năm 1907.